# Audi e-tron
Audi e-tron è la denominazione della gamma delle auto elettriche di serie prodotte dalla Audi, frutto di un progetto con lo stesso nome sviluppato dalla casa a partire dal 2009, finalizzato alla commercializzazione di auto con motori sia elettrici che ibridi.

## Il progetto e-tron
Il programma "e-tron" di sviluppo della mobilità elettrica di Audi, dopo alcuni prototipi isolati come l'Audi Q7 hybrid del 2005, è iniziato nel 2009 con la presentazione al salone di Francoforte della concept car omonima, una supercar a trazione integrale elettrica pura, con quattro motori per una potenza complessiva di 317 CV e 450 Nm, cui fecero seguito nel 2010 una versione Spyder ibrida plug-in, presentata al salone di Parigi, e l'Audi R8 e-tron, presentata alla 24 Ore di Le Mans il 12 giugno 2010 e successivamente ripresa e commercializzata come fuori serie dal 2015 al 2016. Il progetto vide anche la sperimentazione di alcuni modelli stradali finalizzata alla commercializzazione di una motorizzazione ibrida di serie, come nel caso della piccola A1 e-tron, non commercializzata, e del prototipo A3 Sportback e-tron con motore plug-in, presentato nel 2013 e messo in commercio a partire dall'agosto 2014 con la versione "TFSI e", secondo la denominazione che da allora contraddistingue le versioni ibride plug-in di serie della casa.

## La produzione e-tron di serie
Dal 2018 è iniziata la produzione "e-tron" di serie, che identifica specificamente i modelli a propulsione completamente elettrica (BEV), con il SUV Audi e-tron, anche in versione Sportback e rinominato Audi Q8 e-tron dal 2022; dal 2020 è quindi iniziata la produzione della berlina Audi e-tron GT, anche nella versione sportiva RS, seguita da quella dei SUV Q4 e-tron dal 2021 e Q6 e-tron dal 2024.

## Modelli
Di seguito vengono riepilogate le caratteristiche delle concept car e delle versioni di serie Audi e-tron, compresi i prototipi ibridi così denominati:
| Modello                  | Motore                  | Alimentazione                 | Potenza CV | Coppia Nm | Trazione | Acceler. 0–100 km/h | Anni di produzione |
| Audi e-tron              | UQM Technologies        | elettrico                     | 317        | 4500      | I        | 4"8                 | 2009               |
| Audi e-tron Spyder       | TDI 3.0 L V6            | ibrido plug-in/diesel biturbo | 88-388     | -         | -        | 4"4                 | 2010               |
| Audi A1 e-tron           | UQM Technologies Wankel | ibrido/benzina                | 61-102     | 150-240   | -        | 10"                 | 2010               |
| Audi A3 Sportback e-tron | 1.4 TFSI                | ibrido plug-in/benzina        | 204        | 350       | -        | 7"6                 | 2013               |
| Audi R8 e-tron           | -                       | elettrico                     | 462        | 920       | I        | 3"9                 | 2015-2016          |
| Audi e-tron (poi Q8)     | -                       | elettrico                     | 407        | 664       | I        | 5"7                 | dal 2018           |
| Audi e-tron GT           | -                       | elettrico                     | 530        | 640       | I        | 4"1                 | dal 2020           |
| Audi Q4 e-tron           | -                       | elettrico                     | 306        | 460       | I        | 6"2                 | dal 2021           |
| Audi Q6 e-tron           | -                       | elettrico                     | 489        | 820       | I        | 5"9                 | dal 2024           |

## Galleria d'immagini

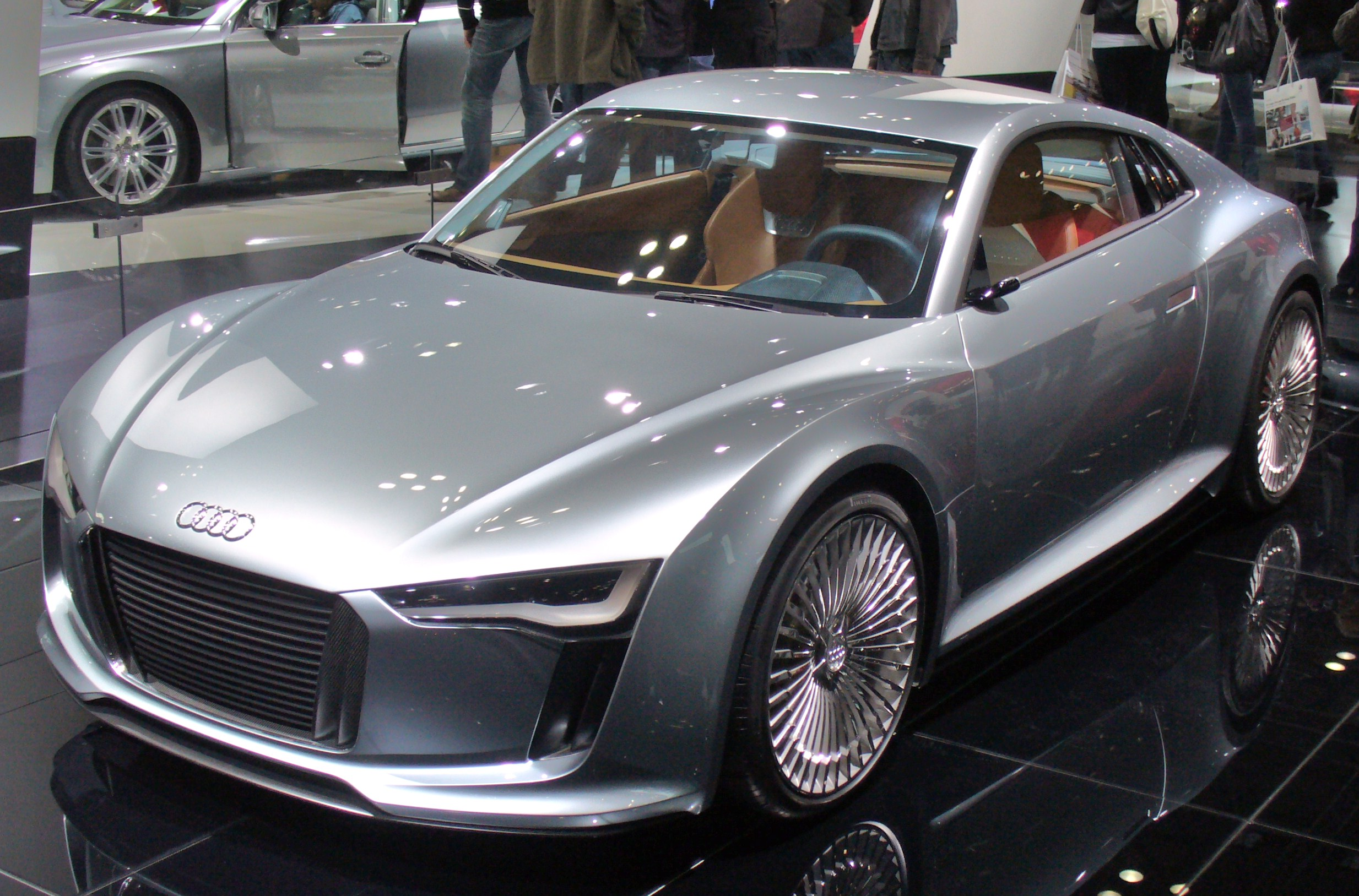
Audi e-tron concept (2010)
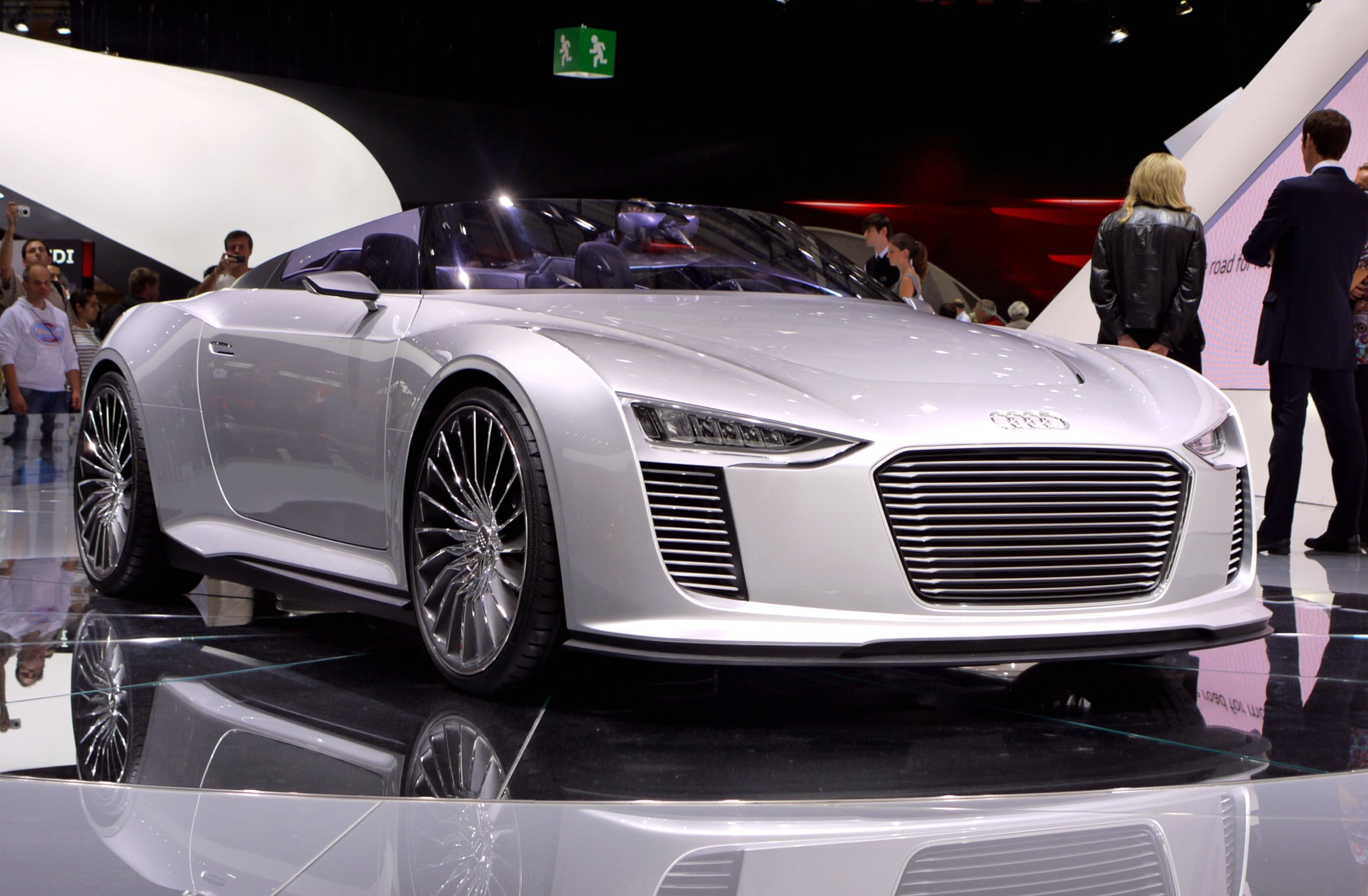
Audi e-tron Spyder
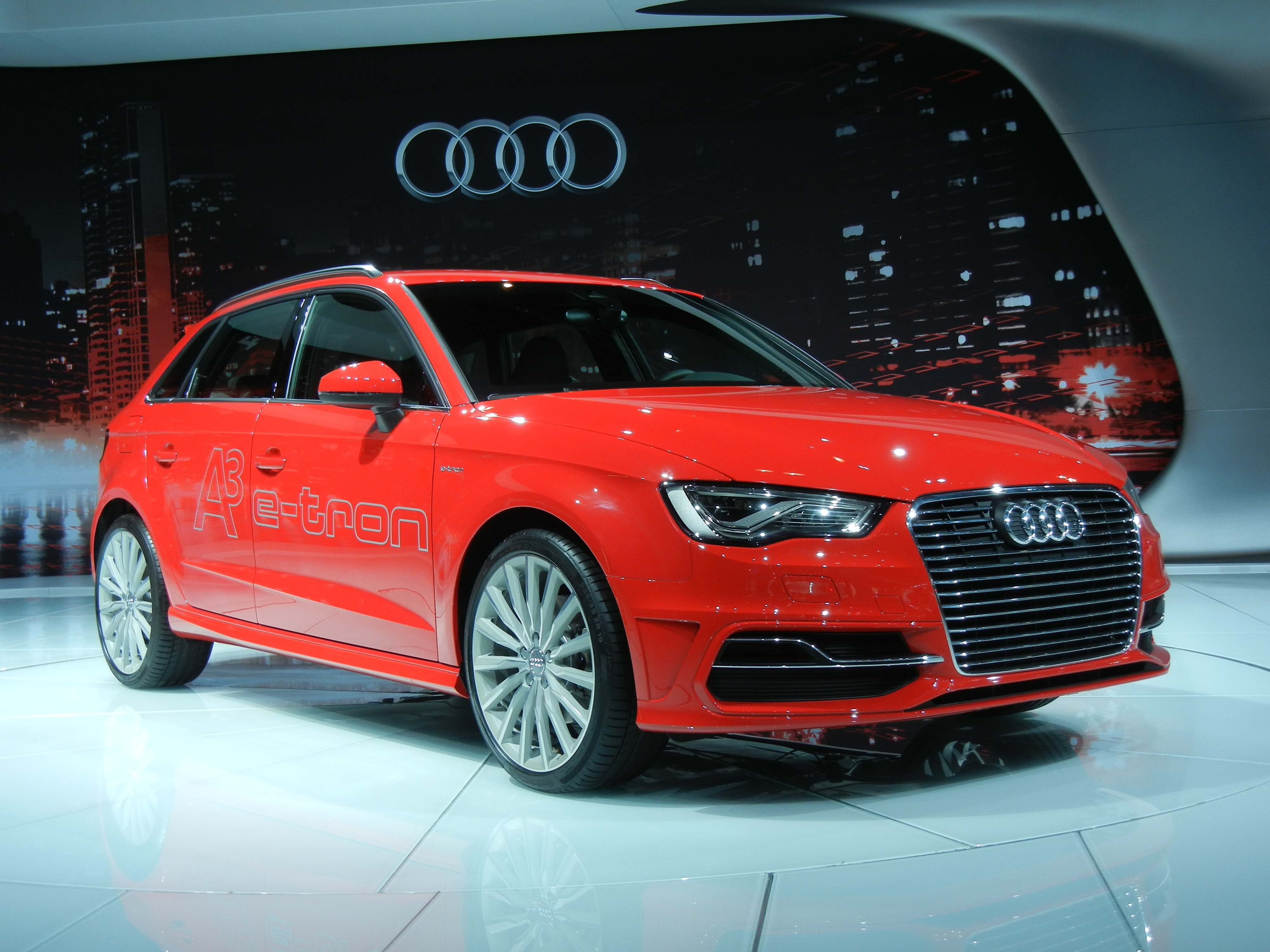
Audi A3 Sportback e-tron
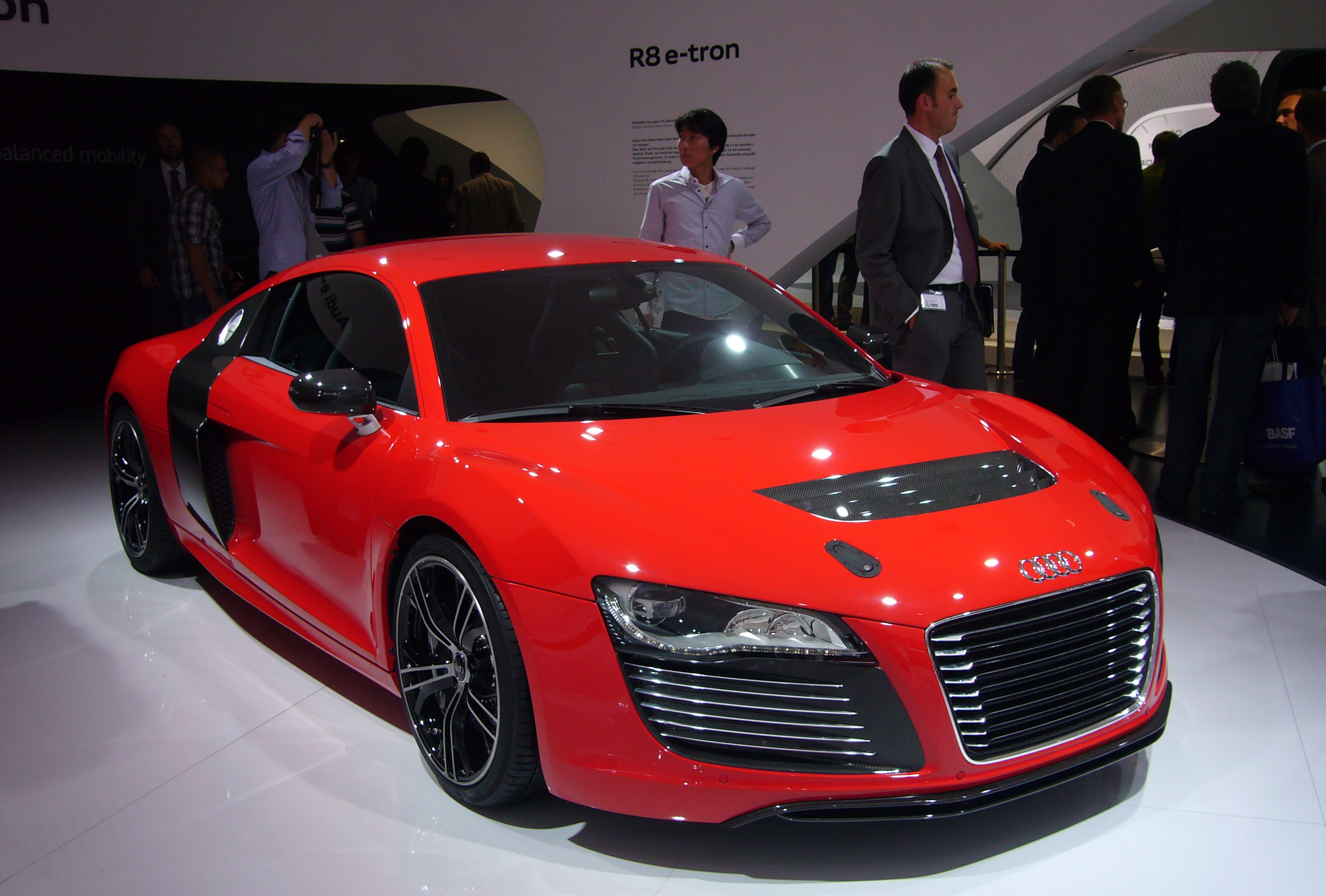
Audi R8 e-tron
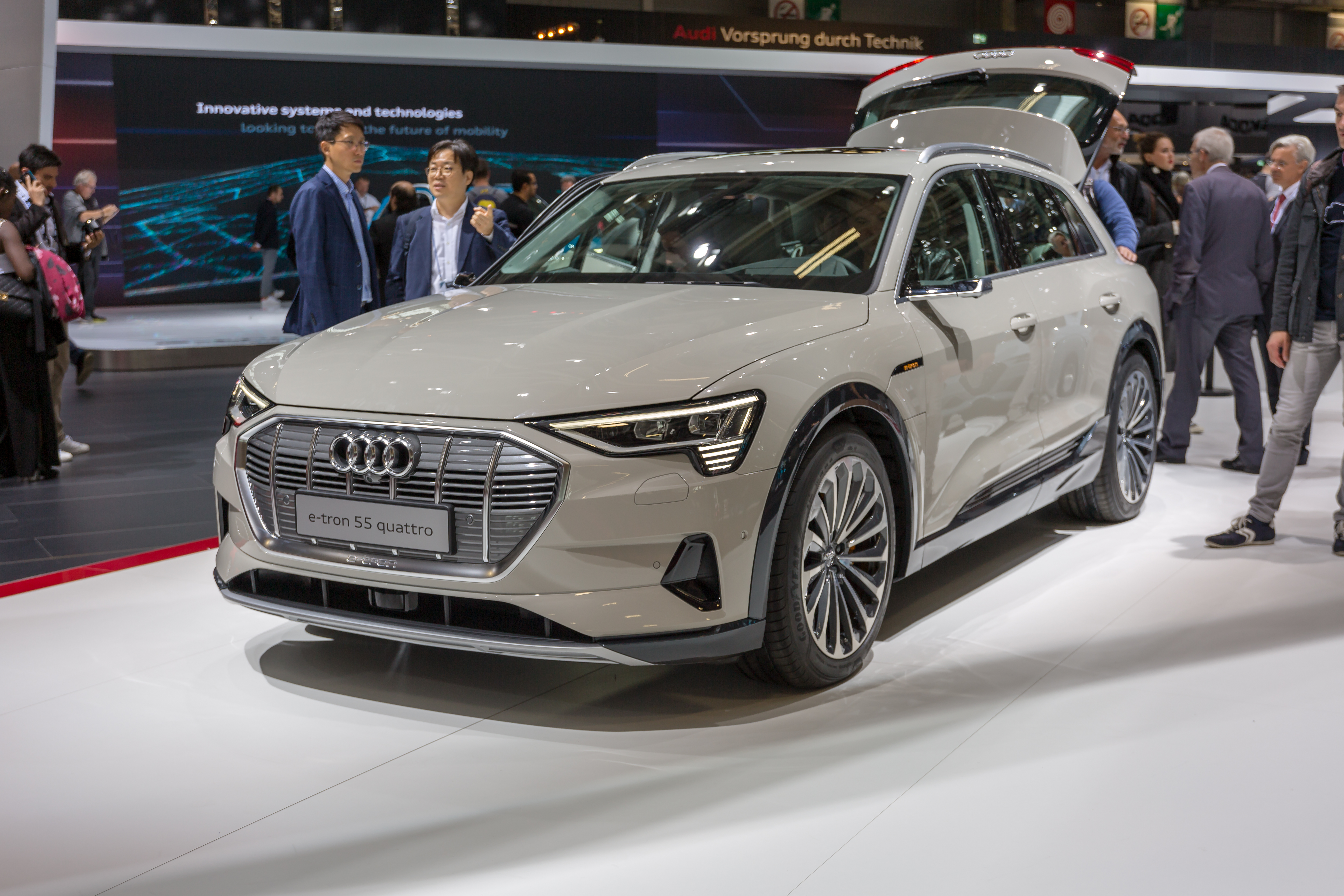
Audi e-tron
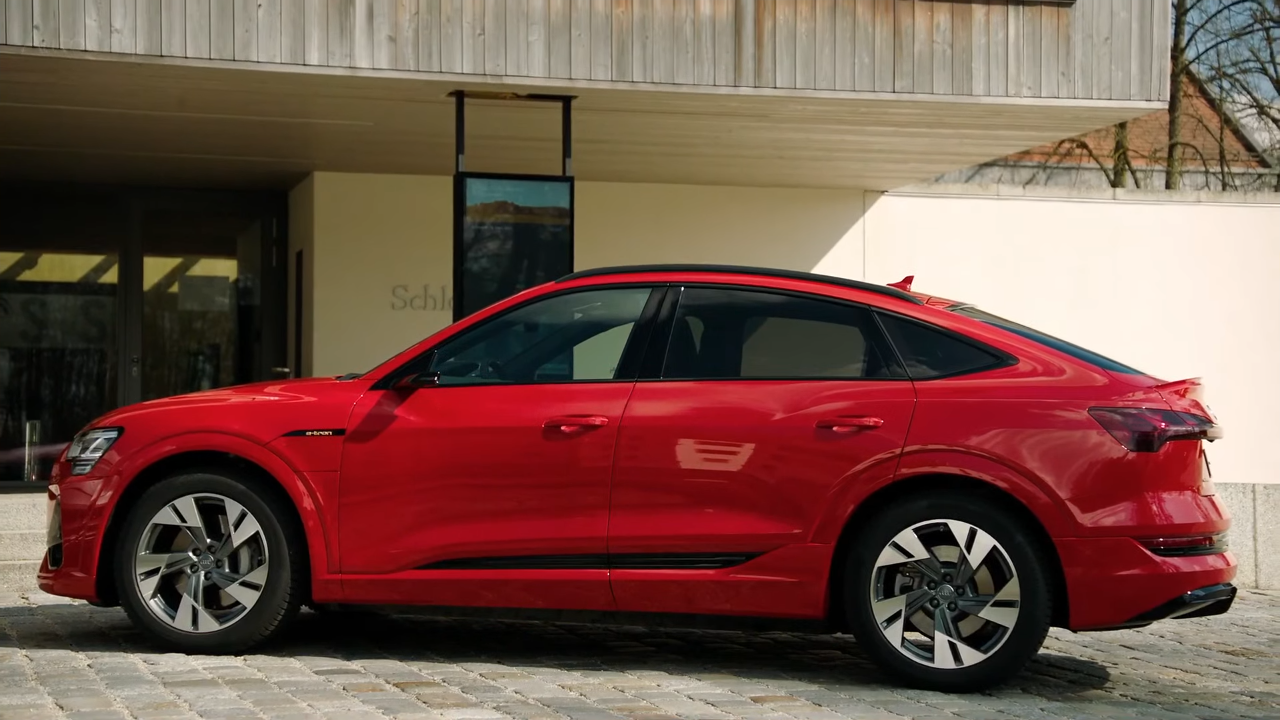
Audi e-tron Sportback
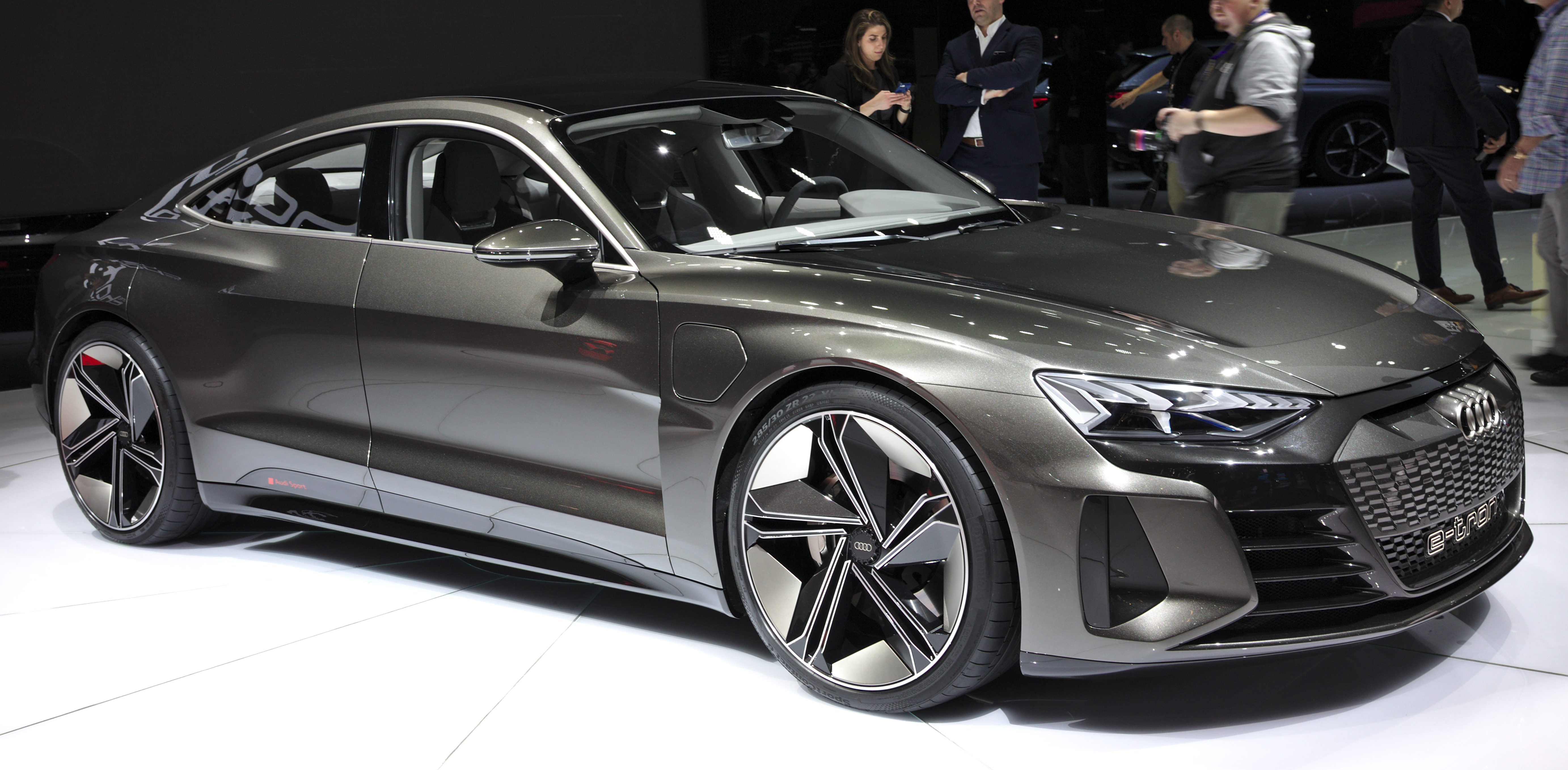
Audi e-tron GT concept
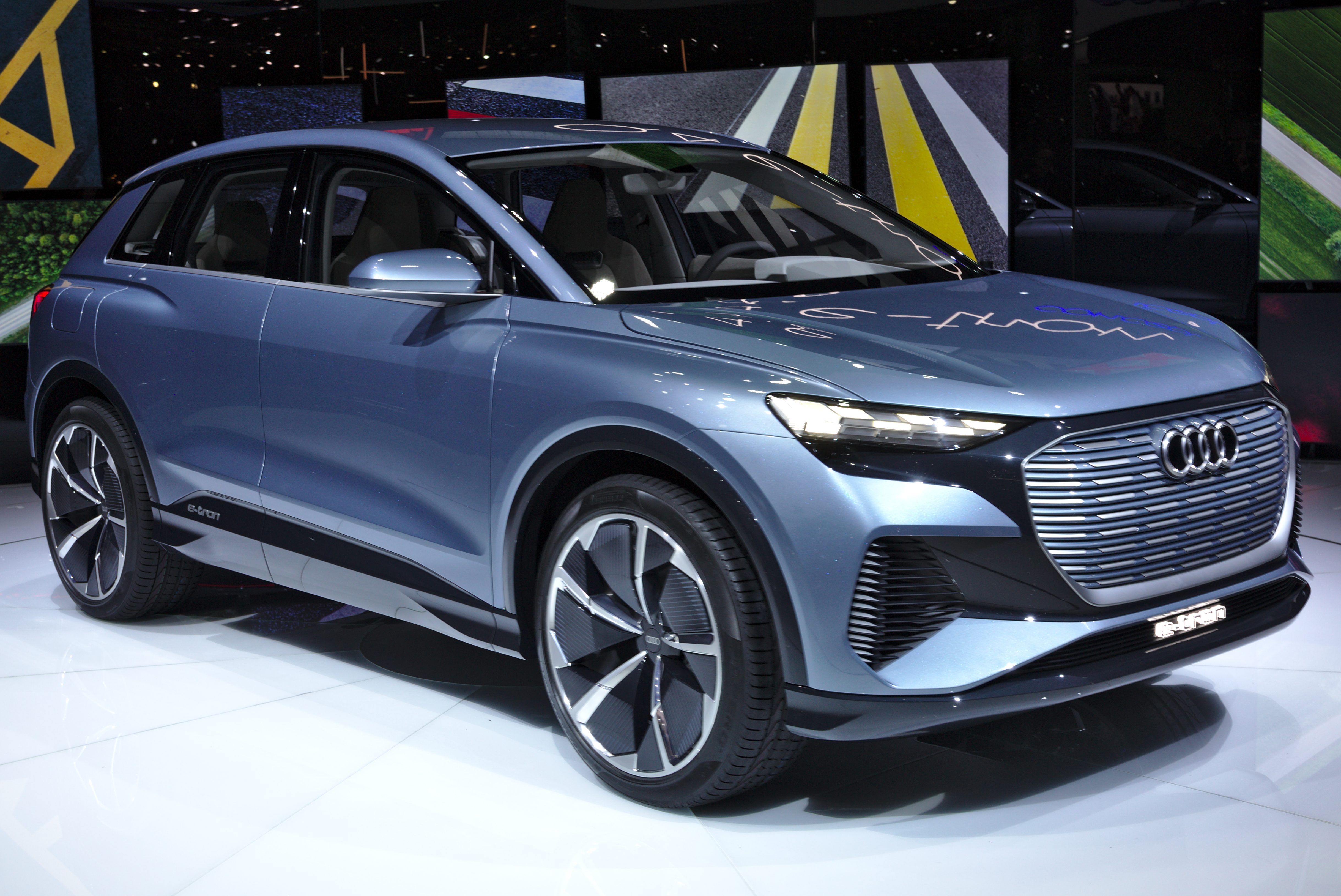
Audi Q4 e-tron concept